# Heterophrynus awa
Espèce
Heterophrynus awa est une espèce d'amblypyges de la famille des Phrynidae.

## Distribution
Cette espèce est endémique du département de Nariño en Colombie. Elle se rencontre vers Barbacoas.

## Description
Le mâle holotype mesure 20,9 mm.

## Publication originale
- Chirivi-Joya, Moreno-González & Fagua, 2020 : Two new species of the whip-spider genus Heterophrynus (Arachnida: Amblypygi) with complementary information of four species. Zootaxa, no 4803(1), p. 1-41.